# دان ونايت
دان ونايت (بالإنجليزية: Dan Knight)‏ هو عازف بيانو وملحن أمريكي، ولد في 26 سبتمبر 1953.